# کوکولیکه

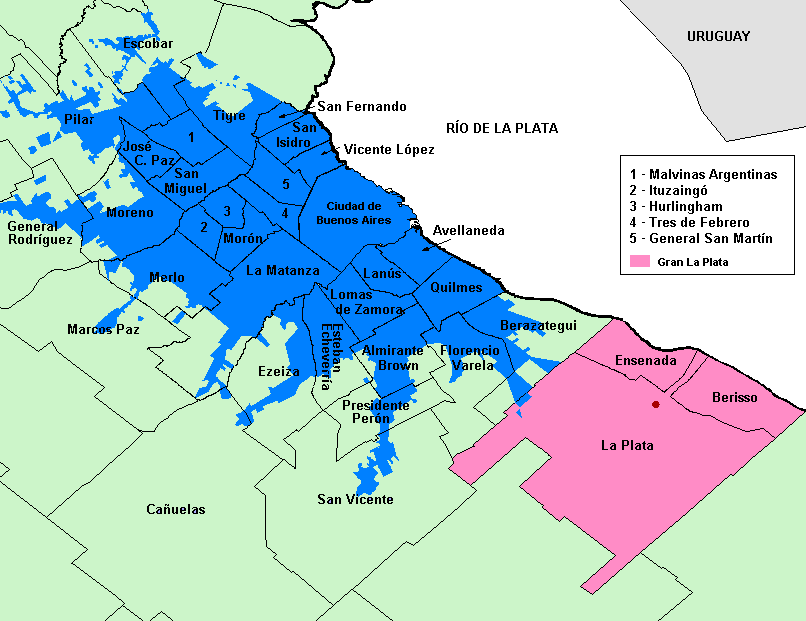
در رنگ آبی، بوئنوس آیرس بزرگتر نشان داده شده است؛ جایی که کوکولیکه توسعه یافت.

کوکولیکه یک دوزبانگی ایتالیایی-اسپانیایی است که توسط ایتالیایی-آرژانتینی‌ها در آرژانتین (به خصوص در بوئنوس آیرس بزرگتر) و اروگوئه میان سال‌های ۱۸۷۰ و ۱۹۷۰ صحبت می‌شد. در چند دههٔ آخر سدهٔ ۲۰ میلادی، به لونفاردو منتقل شده است.